# 刺客系列
刺客系列是美國小說家羅蘋·荷布所著的一系列奇幻小說，目前已出版《刺客正傳》（The Farseer Trilogy），《刺客後傳》（The Tawny Man Trilogy），以及《刺客與弄臣》三部。相關作品則有《魔法活船》系列。

## 劇情
《刺客正傳》故事敘述六大公國的皇室私生子蜚滋駿騎·瞻遠從小被當作刺客訓練長大，他能使用精技與原智兩種殊異的魔法，在歷史的陰影中協助治國。為效忠國王，他不可避免地捲入王位爭奪與政治鬥爭等陰謀中，還必須和國王一同保護人民免受外海入侵的紅船劫匪掠奪。在這過程中，蜚滋不只一次傷痕累累，留下多項酷刑暗殺後，不可磨滅的傷痕。而王宮中神秘怪誕的弄臣則宣稱蜚滋是他的“催化劑”，能協助他將世界的命運推上光明軌道。當六大公國終於淪陷，國王失蹤，王位遭竄，蜚滋瀕死之際，弄臣與蜚滋的原智伴侶夜眼不離不棄，直至完成彼此的生命志業。
《刺客後傳》故事發生在刺客正傳結束後的十五年，已屆中年，隱居中的蜚滋再度被王后招回，重返六大公國為國王效忠，協助瞻遠王家的唯一正統血脈登上王位，並與外島公主聯姻，建立兩地和平。返回公鹿堡的蜚滋，發現弄臣以“黃金大人”的身分在城堡中等待著他。弄臣要求蜚滋再次作為他的“催化劑”，讓龍族重現天空。當巨龍、劫匪、邪惡怪物等混亂都平息後，蜚滋知曉了弄臣獨特出身的秘密，並藉由兩人的羈絆，終於拯救了弄臣注定毀滅的命運。
《蜚滋與弄臣》，即將步入老年的蜚滋，因爆走的魔法得以維持年輕外貌，卻無法與衷愛的妻子廝守，抑鬱的蜚滋只得獨力撫養貌似白子的小女兒。隱居鄉野偽裝鄉紳的他，在幫王室照顧一堆私生子的過程中，弄丟了自己的小女兒。同時，多年毫無音訊的弄臣，帶著恐怖的傷疤和盲眼再次出現。瘋狂又虛弱的他請求蜚滋協助，一同遠征異國，奪回“他們”的小女兒，並殺光綁架他們女兒的“僕人”們，斬草除根，一了百了。

## 主要人物
蜚滋駿騎.瞻遠
故事主角，瞻遠家族的王室私生子，六歲時，從群山王國被帶至公鹿堡，城堡的馬廄總管養大他的同時，亦接受王家刺客訓練。認真負責，感性敏銳，經常揹負超過己身極限的壓力完成艱鉅任務，也因此傷痕累累。
弄臣
侍奉國王的小丑，小孩樣貌的白子，古怪機謹，在公鹿堡飽受欺凌，與蜚滋相知相惜。自稱白色先知，渴望將世界引導至光明的方向。
夜眼
銀灰色的狼，蜚滋的原智伴侶，教導蜚滋作為狼的生存法則。
莫莉
公鹿堡蠟燭店女兒，獨立堅強，蜚滋的街頭玩伴。
博瑞屈
城堡馬廄總管，原本是駿騎王子的左右手，駿騎離開後，留在城堡擔任蜚滋的照顧者。
切德
蜚滋的刺客師傅，精通各式暗殺技巧，熱衷研究，暗中掌控公國內所有情報，協助國王治理。
黠謀國王
六大公國王，善謀略，城府深，蜚滋的祖父，決定將他當刺客培養的人。
駿騎
六大公國第一王子，原王儲，兼具領導力和高明精技，蜚滋生父，因私生子醜聞而遜位，隱居鄉野莊園。
耐辛
駿騎的妻子，古怪反骨，對蜚滋的存在從憤怒轉變為接受，並以自己獨特的方式關心蜚滋。
惟真
六大公國第二王子，剛毅質樸，使用精技保護公國；同時也是為蜚滋命名，將他帶回公鹿堡的人，繼承了王儲之位。
珂翠肯
群山王國公主，堅毅勇敢，為守護國家，與惟真締結婚約。
帝尊
六大公國第三王子，第二王后所生，長相俊美，好逸惡勞，渴望王位。
欲念
六大公國第二王后，原六大公國領地之一的法洛女公爵，一心想讓獨生子帝尊繼承王位。

## 用語
- 原智
  - 刺客系列中的一種特殊能力，只能經由血緣遺傳，無法透過後天學習。持有人能夠與動物心靈交流，分享感官，甚至將靈魂透過原智轉移至動物身上。但由於有不少原智持有者過度使用能力，無法自拔，導致持有人思想獸化，因此被人視為邪惡的能力。
- 精技
  - 刺客系列中的一種特殊能力，需經過後天學習。與原智類似，但使用範圍不限於人與人之間，例如人與龍，無法轉移靈魂。精技持有人之間可以轉移精神力以增幅單一一人的精技能力，精技能力強大的人可以透過精技攻擊他人心靈，奪取他人的精技能力。

## 地名
- 《刺客正傳》
  - 六大公國

刺客系列中的主要國家之一，由六個領地結盟組成，公鹿堡是城堡所在地，也是主角所屬瞻遠王族的根據地。
- - 群山王國

位於六大公國西邊內陸，被群山包圍的國家，人種與六大公國不同，膚色白皙，金髮碧眼，民風親切自然，王族與平民無異，王族也被稱作“犧牲奉獻”，意旨為子民奉上一切。
- 《刺客後傳》
  - 外島

六大公國東邊諸島，母系治國，以女為尊。
- 《刺客與弄臣》
- 《魔法活船》
  - 繽城

商人之城。

## 著作
- 刺客正傳 (The Farseer Trilogy)

1. 《刺客學徒》（Assassin's Apprentice，1995)
2. 《皇家刺客》（Royal Assassin，1996）
3. 《刺客任務》（Assassin's Quest，1997）

- 魔法活船 (Liveship Traders Trilogy)

1. 《魔法之船》（Ship of Magic，1998)
2. 《瘋狂之船》（The Mad Ship，1999）
3. 《命運之船》（Ship of Destiny，2000）

- 刺客後傳 (The Tawny Man Trilogy)

1. 《弄臣任務》（Fool's Errand，2001)
2. 《黃金弄臣》（The Golden Fool，2002）
3. 《弄臣命運》（Fool's Fate，2003）

- 雨野原傳奇 (The Rain Wild Chronicles)

1. 《巨龍守護者》（Dragon Keeper，2009)
2. 《巨龍隱地》（Dragon Haven，2010）
3. 《巨龍高城》（City of Dragons，2011）
4. 《巨龍之血》（Blood of Dragons，2013）

- 蜚滋與弄臣 (Fitz and the Fool Trilogy)

1. 《弄臣刺客》（Fool's Assassin，2014)
2. 《弄臣遠征》（Fool's Quest，2015)
3. 《刺客命運》（Assassin's Fate，2017)